# 威廉·費爾貝恩
威廉·尤爾特·費爾貝恩（英語：William Ewart Fairbairn，1885年2月28日—1960年6月20日），英國皇家海軍陸戰隊隊員、警察，生於英格蘭赫特福德郡里克曼斯沃斯。

## 生平
威廉·費爾貝恩在1901年加入英國皇家海軍陸戰隊，擔任輕步兵（Light infantry）。1907年，加入上海公共租界巡捕房。
第一次世界大戰期間，曾服務於中國上海的警務機構——上海公共租界巡捕房。他創造了一門名叫敵凡道（Defendu）的近身格鬥武術，第二次世界大戰時，曾協助英軍特種部隊的訓練與編成。在近身作戰中，他強調手槍與刀械的使用，並因此設計了費賽二氏戰鬥刀。